# Ennevelin
Ennevelin település Franciaországban, Nord megyében. Lakosainak száma 2417 fő (2022. január 1.). Ennevelin Fretin, Templeuve, Avelin, Mérignies és Pont-à-Marcq községekkel határos.

## Népesség
A település népességének változása:
| Lakosok száma | 2141 | 2171 | 2211 | 2185 | 2204 | 2236 | 2295 | 2356 | 2417 |
|               | 2013 | 2015 | 2016 | 2017 | 2018 | 2019 | 2020 | 2021 | 2022 |